# Логістичний центр
Логістичний центр — спеціалізоване підприємство, основними функціями якого є обробка та зберігання вантажів, митне оформлення, інформаційні послуги.
Транспортно-логістичні центри надають вільні площі для експедиторських і транспортних компаній та мають стоянку для вантажних автомобілів. У добре розвинених логістичних центрах проводиться технічне обслуговування транспортних засобів, надаються митні, брокерські та інші види послуг.
Розвинена система логістичних центрів дозволяє скорочувати ланцюги поставок, оптимізувати товарні потоки, підвищувати маневреність поставок. Фактично, логістичні центри створюються для того, щоб вирішити проблему доставки вантажів від постачальника до споживача в найкоротші терміни і з найменшими фінансовими витратами.
Максимального ефекту для оптимальної організації товарних потоків можна досягти тільки при правильному об'єднанні логістичних центрів в логістичні мережі.